# Дахадаєвський район
Дахадаєвський район — один з 42 районів Дагестану.
Адміністративний центр — село Уркарах.
28.11.1928 року утворений Урарінський кантон. 03.06.1929 року перейменований в район, а 19.04.1930 року Урарінський район перейменовано в Дахадаєвський.

## Територія
Площа району 767,6 км².

## Населення
Чисельність населення району — 36 709 осіб (2010). 
Національний склад населення за даними перепису 2010 р.
- даргінці — 99,0%
- інші — 1,0%

## Адміністративний поділ
Район налічує 64 населених пункти, що об'єднані в 26 сільські ради.
Села: Амузгі, Ашти, Аяцімахі, Аяцурі, Бакні, Бускрі, Бутулта, Гуладти, Гунакарі, Дейбук, Джурмачі, Дзілебкі, Дібгалік, Дірбаші, Дірбаг, Дуакар, Зільбачі, Зубанчі, Ірагі, Іракі, Іцарі, Кала-Корейш, Калкні, Карбачімахі, Каркаці, Кіща, Кіщамахі, Кубачі, Кудагу, Кункі, Куркі, Меусіша, Мірзідти, Морскоє, Мукрісана, Муркарах, Мусклі, Нікабаркмахі, Новий Уркарах, Санакарі, Сумія, Сурсбук, Сутбук, Трісанчі, Туракарі, Узрая, Урагі, Урарі, Уркарах, Уркутта-1, Уркутта-2, Урхніща, Урцакі, Харбук, Худуц, Хулабарк, Хуршні, Цізгарі, Цураї, Чахрі, Чашілі, Шадні, Шаласі, Шірі, Шулерчі.